# Nógrád vármegye története
Nógrád vármegye (szlovákul: Novohrad; németül: Neograd vagy Neuburg; latinul: Comitatus Nogradiensis vagy Comitatus Neogradiensis) közigazgatási egység volt a Magyar Királyság északi részén. A történelmi Felvidék területéhez tartozott. Területe jelenleg Magyarország és Szlovákia között van felosztva.

## Földrajz
A vármegye területe nagyrészt hegység, az Ipoly és a Duna mentén találhatóak szűk völgyek és a Nógrádi-medence. Hegységei a Kárpátok északi csoportjainak előhegységei. Fontos folyói a Duna, az Ipoly és a Zagyva. Északról Zólyom vármegye, keletről Gömör-Kishont és Heves vármegyék, délről Pest-Pilis-Solt-Kiskun vármegye, nyugatról pedig Hont vármegye határolta.

## Történelem
A vármegyét Szent István hozta létre Nógrádvár központtal, és egészen 1920-ig állt fenn. Ettől kezdve északi része Csehszlovákia területéhez tartozik, a Magyarországnál maradt déli részéből pedig a szintén csonk, vele szomszédos Hont vármegyével közösen létrehozták Nógrád-Hont vármegyét. Az I. bécsi döntés értelmében a volt Nógrád vármegye elszakított területeinek egy része rövid időre visszakerült Magyarországhoz, ám ez a második világháború után érvénytelen lett, és Nógrád-Hont vármegye területe újra csökkent. 1950-ben Nógrád-Hont vármegye nyugati, Hont részét Pest megye területéhez csatolták, maradék része pedig Nógrád megye lett. Az egykori vármegye északi, szlovákiai része 1996-tól a Besztercebányai kerülethez tartozik.

## Közigazgatás
A vármegye 1910-ben hét járásra volt felosztva:
- Balassagyarmati járás, székhelye Balassagyarmat
- Füleki járás, székhelye Salgótarján
- Gácsi járás, székhelye Gács
- Losonci járás, székhelye Losonc
- Nógrádi járás, székhelye Rétság
- Szécsényi járás, székhelye Szécsény
- Sziráki járás, székhelye Szirák

Ugyanakkor rendezett tanácsú város csupán egy volt a területén: Losonc.